# Douglass (cràter marcià)
̣
Douglass és un cràter situat al quadrangle Thaumasia de Mart, localitzat a les coordenades 51.8° S de latitud i 70.6° O de longitud. Té un diàmetre de 94 km i deu el seu nom a Andrew E. Douglass. Aquesta designació va ser aprovada el 1973.